# Oncotarget
Oncotarget is een internationaal, aan collegiale toetsing onderworpen wetenschappelijk tijdschrift op het gebied van de celbiologie en de oncologie.
Het wordt uitgegeven door Impact Journals en verschijnt maandelijks.
Het eerste nummer verscheen in 2010.